# Open de Jakarta
L'Open de Jakarta est une compétition mondiale de karaté ayant lieu chaque année à Jakarta, en Indonésie. Elle constitue depuis 2012 la troisième étape de la Karate1 Premier League établie en 2011.